# Dalverzin-Tépé
Dalverzin-Tépé, ou Dalverzine-Tépé, est une cité antique du sud de l'actuel Ouzbékistan, près de Denaou, à 60 kilomètres au nord-est de Termez. Il s'agissait sans doute au début d'une petite cité-frontière du royaume gréco-bactrien. Au IIIe et au IVe siècle, c'était une des villes marchandes les plus importantes du royaume des Kouchans avec un artisanat prospère. Elle est tombée en décadence aux VIe – VIIe siècles et disparaît à l'époque de la conquête musulmane.

## Archéologie

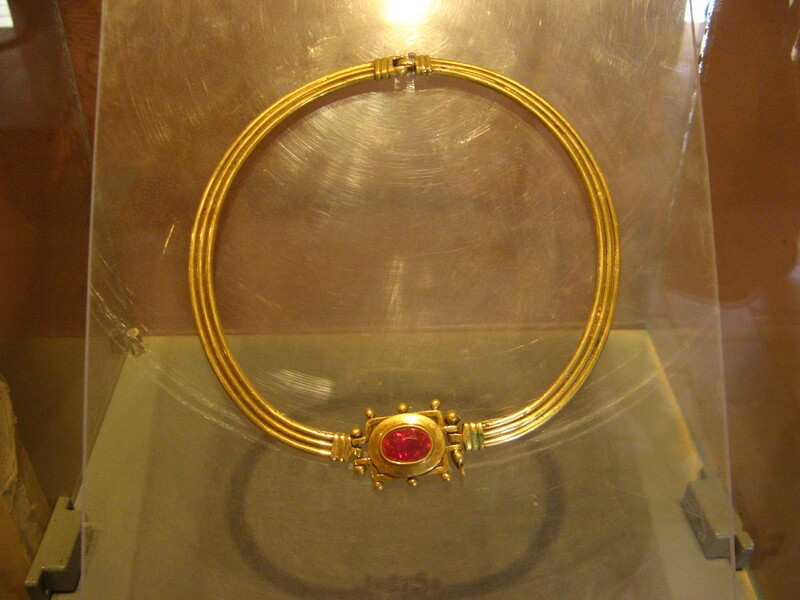
Collier en or, avec une cornaline, trouvé à Dalverzin-Tépé (vers).

Le site est fouillé à partir de 1967 par l'équipe des expéditions archéologiques de la RSS d'Ouzbékistan, dirigée par l'archéologue soviétique Galina Pougatchenkova (1915-2007).
Le site consiste en une citadelle rectangulaire du type chahr-e stan (en persan: شهرستان), bâtie par les Kouchans à l'emplacement de la petite forteresse gréco-bactrienne. Elle comprend des constructions urbaines de briques, avec des quartiers bien délimités selon leur fonction (religieuse, militaro-administrative ou artisanale). Les fouilles mettent au jour aussi des restes d'échoppes d'artisans. Un trésor est découvert en 1972, comportant des bracelets d'or, des boucles d'oreilles, des sautoirs, colliers, broches et autres bijoux antiques. Des lingots d'or sont aussi mis au jour. Ils comportent une inscription en kharoṣṭhī indiquant leur poids. Les archéologues découvrent aussi des statuettes d'argile (terracotta) du style du Gandhara dans les temples bouddhistes. Celles des donateurs sont d'un style plus libre.
Les dessins sur les murs des habitations indiquent une forte influence hellénistique. Certains présentent aussi des formes caractéristiques du style zoomorphique, typique des  peuples nomades antiques d'Asie centrale, en particulier des peuplades sako-sarmates. La cité comprenait au moins deux temples bouddhistes et deux temples consacrés à une déesse locale. Il y avait aussi un lieu funéraire zoroastrien.